# Abell 3693
Abell 3693 è un ammasso di galassie situato prospetticamente nella costellazione del Microscopio alla distanza di 1,137 miliardi di anni luce dalla Terra (light travel time). 

## Tipologia
È inserito nell'omonimo catalogo compilato da George Abell nel 1958.
È del tipo I-II secondo la classificazione di Bautz-Morgan ed ha una classe di ricchezza di 1. LEDA 661470 è la galassia più luminosa dell'ammasso.
Abell 3693 è un componente del Superammasso del Microscopio (SCl 174).